# Кугу-Шурга
Кугу́-Шурга́ (рос. Кугу Шурга, марій. Кугу Шӱргӧ) — присілок у складі Моркинського району Марій Ел, Росія. Входить до складу Шалинського сільського поселення.

## Населення
Населення — 42 особи (2010; 63 у 2002).
Національний склад (станом на 2002 рік):
- лучні марійці — 97 %